# Tiffin (Ohio)
Tiffin is een plaats (city) in de Amerikaanse staat Ohio, en valt bestuurlijk gezien onder Seneca County.

## Demografie
Bij de volkstelling in 2000 werd het aantal inwoners vastgesteld op 18.135.
In 2006 is het aantal inwoners door het United States Census Bureau geschat op 17.347, een daling van 788 (-4.3%).

## Geografie
Volgens het United States Census Bureau beslaat de plaats een oppervlakte van
17,2 km², waarvan 16,8 km² land en 0,4 km² water.

## Plaatsen in de nabije omgeving
De onderstaande figuur toont nabijgelegen plaatsen in een straal van 20 km rond Tiffin.